# Forrásgyepek

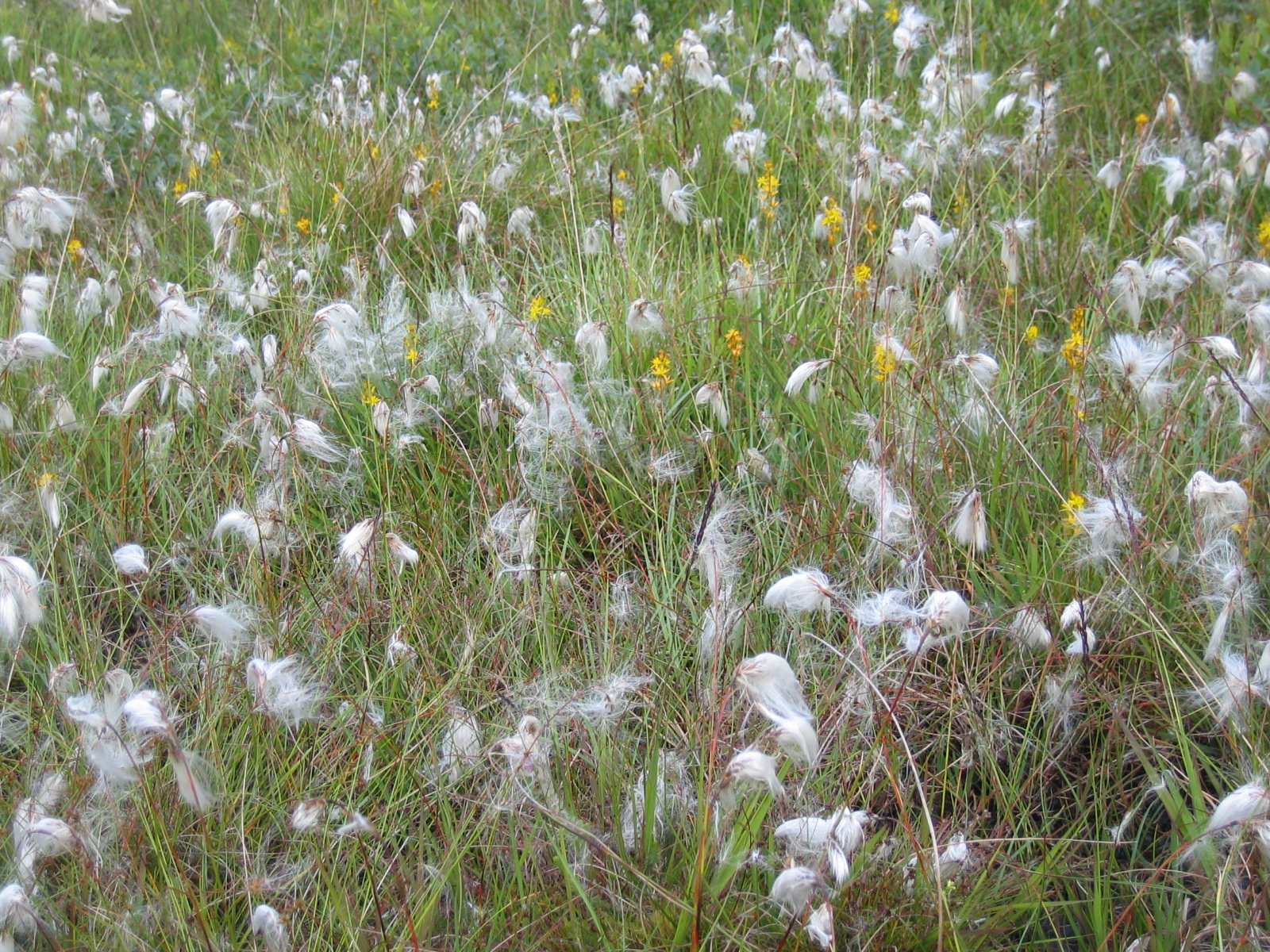
Keskenylevelű gyapjúsás (Eriophorum angustifolium) – Skócia

A forrásgyepek társulástani osztálya (Montio-Cardaminetea Br-Bl. & R. Tx., 1943) Magyarország mocsári és lápi növényzetének egyik rendszertani csoportja. 

## Elterjedésük
A mérsékelt égöv hűvösebb részein, főleg a magasabb hegyvidékeken találkozhatunk velük.

## Fajösszetételük
Domináns és jellemző fajok a magasabb termetű sásfélék: 
- közönséges erdeikáka (Scirpus sylvaticus),
- különféle gyapjúsások (Eriophorum spp:):
  - keskenylevelű gyapjúsás (Eriophorum angustifolium),
  - széleslevelű gyapjúsás (Eriophorum latifolium);

egyes, kis termetű, törékeny kétszikűek:
- keserű kakukktorma (Cardamine amara),
- veselke (Chrysosplenium alternifolium).

Sűrűn nőnek a lombosmohák:
- Brachythecium rivulare,
- Bryum schleicheri (nagyon ritka),
- Philonotis fontana,
- vastagerű moha (Cratoneuron filicinum),

Az oxigéndús vizet és a zavartalan termőhelyet jelzik a májmoha fajok:
- salátamájmoha (Pellia endiviifolia),
- Trichocolea tomentella (nagyon ritka).

## Életmódjuk, termőhelyük
Forrásgyepeknek (németül: Quellflur) a hegy- és dombvidéki források kifolyói körül kialakuló gyepes-párnás növénytársulásokat soroljuk. Sajátos élővilágukat a hideg, tiszta, oxigéndús, kevés tápanyagot tartalmazó forrásvízzel átitatott talaj határozza meg, ezért növényfajaik többsége Magyarországon szubatlanti, boreális vagy alpin hatásra utaló reliktum növény. Talajukban időnként átmenetileg tőzeg is képződik, ezért régebben helytelenül időnként forráslápoknak (németül: Quellmoor) nevezték őket.
A forrásgyepek többnyire kis szigetek a más szerkezetű és összetételű növényzetben. Rendszerint a hasonló termőhelyi igényű láprétek vagy a magaskórós társulások fragmentumai, néhol az erdőtársulásokban alkotnak önálló szintet.

## Társulástani felosztásuk
Egyetlen, Magyarországon is előforduló társulástani rendjüket az osztály nevével egyező módon forrásgyepeknek nevezzük (Montio-Cardaminetalia Pawl. 1928). Magyarországon is megtalálható növénytársulásait három csoportba osztjuk:
- árnyas forrásgyepek (Caricion remotae Kastner 1941) – ezek számára az árnyékolás fontosabb, mint a víz minősége;
- mészkerülő forrásgyepek (Cardamino-Montion Br-Bl. 1926) – napfényes forrásgyepek tápanyagszegény és mészmentes vizek mentén;
- meszes forrásgyepek (Cratoneurion commutati Koch 1928) – napfényes forrásgyepek meszes, viszonylag sok tápanyagot tartalmazó  vizek mentén.